# Gryon micropterus
Gryon micropterus är en stekelart som först beskrevs av Jean-Jacques Kieffer 1913.  Gryon micropterus ingår i släktet Gryon och familjen Scelionidae. Inga underarter finns listade i Catalogue of Life.